# Selección de hockey sobre hielo de China
La selección de hockey sobre hielo de China, es el equipo masculino de hockey sobre hielo representativo de ese país. Es controlada por la Asociación de hockey sobre hielo de China. Tuvo su debut en los Juegos Olímpicos oficiando como local en Pekín 2022.

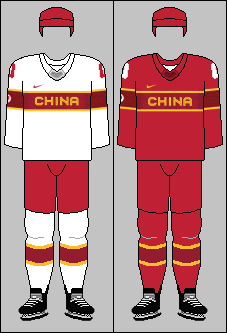
Uniformes de China en los Juegos Olímpicos de 2022.

## Participaciones internacionales

### Juegos Olímpicos
| Año                                | Resultado    | Resultado    | Resultado    | Resultado    |
| ---------------------------------- | ------------ | ------------ | ------------ | ------------ |
| Amberes 1920 a Salt Lake City 2002 | No participó | No participó | No participó | No participó |
| Turín 2006                         | No clasificó | No clasificó | No clasificó | No clasificó |
| Vancouver 2010 y Sochi 2014        | No participó | No participó | No participó | No participó |
| Pyeongchang 2018                   | No clasificó | No clasificó | No clasificó | No clasificó |
| Pekín 2022                         | 12° lugar    | 12° lugar    | 12° lugar    | 12° lugar    |
| Totales                            |              |              |              |              |
| Participaciones                    | Oro          | Plata        | Bronce       | Total        |
| 1                                  | 0            | 0            | 0            | 0            |

### Juegos Asiáticos de Invierno
| Año                    | Resultado         | Resultado         | Resultado         | Resultado         |
| ---------------------- | ----------------- | ----------------- | ----------------- | ----------------- |
| Sapporo 1986           | Medalla de oro    | Medalla de oro    | Medalla de oro    | Medalla de oro    |
| Sapporo 1990           | Medalla de oro    | Medalla de oro    | Medalla de oro    | Medalla de oro    |
| Harbin 1996            | Medalla de bronce | Medalla de bronce | Medalla de bronce | Medalla de bronce |
| Gangwon 1999           | Medalla de bronce | Medalla de bronce | Medalla de bronce | Medalla de bronce |
| Aomori 2003            | Medalla de bronce | Medalla de bronce | Medalla de bronce | Medalla de bronce |
| Changchun 2007         | 4° lugar          | 4° lugar          | 4° lugar          | 4° lugar          |
| Astana y Alma Ata 2011 | 4° lugar          | 4° lugar          | 4° lugar          | 4° lugar          |
| Sapporo 2017           | 4° lugar          | 4° lugar          | 4° lugar          | 4° lugar          |
| Totales                |                   |                   |                   |                   |
| Participaciones        | Oro               | Plata             | Bronce            | Total             |
| 8                      | 2                 | 0                 | 3                 | 5                 |